# Скорая помощь (телесериал, Россия)
«Ско́рая по́мощь» — российский драматический телесериал, повествующий о работе скорой медицинской помощи.

## Сюжет
История разворачивается на подстанции «Скорой помощи» № 58 города Москвы, где появился новый водитель — Константин Кулыгин из Новосибирска; он будет поочерёдно возить две бригады врачей. Поначалу Костя не спешит ни с кем делиться подробностями личной жизни. Но даже сидя за рулём, он умудряется указать на те детали, которые обычно проходят мимо внимания, хотя часто именно они помогают спасти жизнь пациента…
Медицинская осведомлённость водителя производит впечатление на всех, даже на главврача подстанции Ольгу Арефьеву, которая запрещает Кулыгину влезать, но Кулыгин, разумеется, будет нарушать этот запрет и вмешиваться, спасая пациентов. Наличие подобных знаний озадачивает медиков с подстанции, которые мало что знают о прошлом водителя. А он, в свою очередь, мечтает однажды сдать экзамен и пересесть из кресла водителя в кресло врача «скорой помощи»…

## История создания
Съёмки 20-ти серийного первого сезона сериала проходили в Москве с сентября 2017 по февраль 2018 года. Премьерный показ первого сезона прошёл на НТВ с 15 октября 2018 года по 26 октября 2018 года в 21:00.
Проект был продлен на второй сезон, съёмки которого проходили в 2019 году в Москве. Новые 20 серий выходили на НТВ с 28 октября по 8 ноября 2019 года в 21:00.
В Москве в 2019—2020 годах проходили съёмки третьего сезона, состоящего из 20 серий. Новые эпизоды сериала выходили на НТВ со 2 по 13 ноября 2020 года в 21:20.
С конца августа 2020 по начало апреля 2021 года в Москве проходили съёмки 20-ти серийного четвёртого сезона сериала. Его премьера на канале НТВ шла с 1 по 12 ноября 2021 года в 20:10.
Пятый сезон проекта снимался в Москве с начала сентября 2021 по февраль 2022 года. Новые 20 серий сериала выходили на НТВ с 28 ноября по 8 декабря 2022 года в 20:00.
В Москве в начале августа 2022 года начались съёмки шестого сезона проекта и длились до февраля 2023 года. Новые серии выходили на НТВ с 7 по 22 ноября 2023 года в 20:00. Всего в эфир вышло 24 серии.
Проект был продлён на 24-х серийный седьмой сезон, съёмки которого начались в конце июня 2023 года в Москве и были завершены в конце декабря 2023 года. Премьерный показ 7 сезона прошёл с 18 ноября по 3 декабря 2024 года в 20:00 на канале НТВ.
2 августа 2024 года начались съёмки восьмого сезона и были завершены 15 января 2025 года. Всего к выходу запланировано 24 серии. К основному актёрскому составу в восьмом сезоне присоединился Вячеслав Разбегаев. Премьера 8 сезона ожидается осенью 2025 года на канале НТВ. 
Съёмки девятого сезона планируются. 

## В ролях
| Актёр                  | Роль |
| ---------------------- | --- |
| Гоша Куценко           | Константин Николаевич Кулыгин с 1-й по 40-ю серии, со 125 по 134 серии — водитель АСМП «ГАЗель» на подстанции № 58 г. Москвы, с 49-й по 124 серии, со 135 серии — врач. Бывший муж Эллы, с 60-й серии — муж Раи, зять Нины Михайловны Тартаковой, с 52-й серии — отец Глеба. В прошлом был врачом «скорой помощи» в Новосибирске, однако после смерти сына влиятельного чиновника Орлова лишился лицензии и сел в тюрьму на 4 года. В 124 серии Кулыгин, спасая Яну Огневу от маньяка, получил удар кирпичом по затылку и из-за этого потерял память вплоть до совместного вызова с Рудневым в 128 серии, когда он резко вспомнил смерть Раи. Со 148 серии - временно исполняющий обязанности заведующего объединенной подстанцией. |
| Марина Доможирова      | Раиса (Рая) Петровна Тартакова (Кулыгина) (1-4 сезоны) — фельдшер СМП на подстанции № 58 г. Москвы. Бывшая невеста Сан Саныча. С 52-й серии — мать Глеба (сын от Кулыгина), с 60-й серии — жена Кулыгина. Приемная дочь Нины Михайловны (5 сезон). Сестра-близнец Кати. Трагически погибла в результате событий в 80-й серии. |
| Марина Доможирова      | Екатерина (Катя) (5-6 сезоны) — сестра-близнец Раи Тартаковой (были разлучены в детстве), военный врач. |
| Екатерина Волкова      | Ольга Кирилловна Арефьева, главный врач СМП № 58 г. Москвы. С 55-й серии — жена Рыкова. Невестка Марины Леонидовны Авериной. В 60-й серии попала в аварию с Рыковым. В 144-й серии родила девочку Алину. |
| Пётр Баранчеев         | Павел Дмитриевич Рыков — врач СМП на подстанции № 58 г. Москвы, отличающийся скверным характером. С 55 серии — муж Ольги Арефьевой. В 60-й серии попал в аварию с Арефьевой. Сын Марины Леонидовны Авериной. В 144-й серии стал отцом девочки по имени Алина. |
| Александр Тютин        | Владимир Юрьевич Ломагин — опытный врач СМП на подстанции № 58 г. Москвы. Отец Дениса и Леры, муж Веры Игоревны. |
| Степан Куликов         | Виктор Львович Ушаков — фельдшер СМП на подстанции № 58 г. Москвы. Лучший друг Раи. Муж Татьяны Родниной. |
| Азиз Бейшеналиев       | Араш Харимов — фельдшер СМП на подстанции № 58 г. Москвы с 29-й серии. Муж бывшей казахской модели Нигины. До переезда в Москву работал врачом в Узбекистане. (2-5 сезон) Уехал с женой заграницу. |
| Шекер Ходжаева         | Нигина жена Араша. Бывшая фотомодель. Работает в модельном агентстве.(2-5 сезон) Уехала работать моделью за границу. |
| Юрий Назаров           | Петрович (2-й сезон) Пожилой и одинокий инвалид-колясочник, которого взяли под свою опеку врачи СМП подстанции № 58 г. Москвы. В 39-й серии умер от остановки сердца, находясь на рыбалке с Ломагиным и его сыном Денисом. |
| Алексей Лонгин         | Максим Руднев (с 3-го сезона) врач СМП на подстанции № 58 г. Москвы. Однокурсник и друг Кулыгина и Вероники Соловьëвой. Бывший парень Леры. |
| Татьяна Косач-Брындина | Тамара Васильевна Тимофеева врач СМП на подстанции № 58 г. Москвы. Мать Дмитрия Тимофеева. Жена Николая Ивановича Камышова. |
| Ксения Мон Сор         | Валерия Владимировна Полякова (с 3 сезона) фельдшер СМП на подстанции № 58 г. Москвы. Внебрачная дочь Ломагина, о которой тот не знал 25 лет. Сводная сестра Дениса Ломагина. Бывшая жена Анатолия. Бывшая девушка Максима. После инцидента на вызове, где Руднев подрался с мужем пациентки, которая страдала домашним насилием, бросила Макса и ушла с подстанции. Уехала в Новороссийск к маме, но вернулась в 141 серии к Рудневу. |
| Анастасия Морозовская  | Татьяна Роднина девушка Виктора Ушакова, впоследствии жена. Виктора Ушакова. |
| Александра Ровенских   | Нина Михайловна Тартакова мама Раи, тёща Кости. Не работает, домохозяйка. Бабушка Глеба. |
| Александр Амелин       | Александр Александрович (Сан Саныч) Щербинин завхоз СМП на подстанции № 58 г. Москвы. Чрезвычайно педантичен в своей работе и жизни. Муж Антонины. В 4-м сезоне замещал Арефьеву. В 124-й серии стал отцом. |
| Артём Вершинин         | Денис Владимирович Ломагин сын Владимира Юрьевича и Веры Игоревны Ломагиных. Единокровный брат Валерии Поляковой. |
| Татьяна Филатова       | Вера Игоревна Ломагина супруга Владимира Юрьевича Ломагина, мама Дениса Ломагина. |
| Дмитрий Прокофьев      | Николай Камышов (с 3-го сезона) водитель АСМП «ГАЗель» на подстанции № 58 г. Москвы. Муж Тамары Васильевны Тимофеевой. |
| Ирина Аверина          | Елизавета Васильева заместитель Ольги Кирилловны Арефьевой. |
| Сергей Серов           | Олег Петрович Силантьев (Силантьич) (1-й сезон) бывший водитель АСМП «ГАЗель» на подстанции № 58 г. Москвы, умер от остановки сердца в 19-й серии. |
| Дмитрий Гусев †        | Роман Паршин (1-4 сезоны) водитель АСМП «ГАЗель» на подстанции № 58 г. Москвы. Уволился с подстанции после событий в 80-й серии. |
| Александр Загоскин     | Семён Козлов водитель скорой на подстанции № 58 г. Москвы. Во время двух вызовов в 4 и 6 сезонах Ушаков «сделал» его фельдшером. |
| Светлана Брюханова     | Любовь Афанасьевна Золотарёва (с 4-го сезона) фельдшер СМП на подстанции № 70, позже на объединённой подстанции № 58 г. Москвы. С 83-й по 100-ю серии была влюблена в Кулыгина. Влюблена в Валерия Хлынина. |
| Екатерина Федулова     | Вероника Соловьёва (с 5-го сезона) врач СМП на объединённой подстанции № 58 г. Москвы. Однокурсница Кулыгина и Руднева. Была влюблена в Кулыгина. Встречается с Рудневым. |
| Дмитрий Радонов        | Андрей Громов (Гром) бандит и правая рука авторитета по кличке Камчатка, приятель Кулыгина. Со 147-й серии - водитель АСМП на подстанции № 58 г. Москвы. |
| Юлия Сулес             | Светлана Ивановна диспетчер на подстанции № 58 г. Москвы. |
| Александр Волков       | Борис Агапов (с 4-го сезона) водитель скорой на подстанции № 70, позже на объединённой подстанции № 58 г. Москвы. |
| Ангелина Селезнёва     | Эвелина Гончарова (с 4-го сезона) фельдшер СМП на подстанции № 70, позже на объединённой подстанции № 58 г. Москвы. |
| Михаил Шилов           | Валерий Хлынин (с 4-го сезона) врач СМП на подстанции № 70, позже на объединённой подстанции № 58 г. Москвы. Влюблён в Любу Золотарёву. |
| Андрей Харыбин         | Андрей Сомов водитель скорой на подстанции № 58 г. Москвы. |
| Мария Рассказова       | Антонина Северцева жена Сан Саныча, врач УЗИ в больнице. В 124-й серии стала мамой. |
| Александра Власова     | Яна Огнева (с 6 сезона) новый фельдшер на подстанции № 58 г. Москвы. |
| Данила Дедовец         | Влад Дробыш (с 6-го сезона) новый фельдшер на подстанции № 58 г. Москвы. Мажор (он сын олигарха,который лично знаком с Арефьевой). |

## Список серий
| Сезон | Серии | Серии | Даты показа     | Даты показа     |
| Сезон | Серии | Серии | Первая серия    | Последняя серия |
| ----- | ----- | ----- | --------------- | --------------- |
| 1     | 20    | 20    | 15 октября 2018 | 26 октября 2018 |
| 2     | 20    | 20    | 28 октября 2019 | 8 ноября 2019   |
| 3     | 20    | 20    | 2 ноября 2020   | 13 ноября 2020  |
| 4     | 20    | 20    | 1 ноября 2021   | 12 ноября 2021  |
| 5     | 20    | 20    | 28 ноября 2022  | 8 декабря 2022  |
| 6     | 24    | 24    | 7 ноября 2023   | 22 ноября 2023  |
| 7     | 24    | 24    | 18 ноября 2024  | 3 декабря 2024  |
| 8     | 24    | 24    | 2025            | 2025            |

### Первый сезон
| № серии | Описание серии | Премьера        |
| ------- | --- | --------------- |
| 1       | Водителя скорой помощи Силантьича провожают на пенсию, и заведующая московской подстанции Ольга Арефьева представляет коллегам нового водителя — Константина Кулыгина из Новосибирска. В свой первый день водитель проявляет себя с лучшей стороны: с бригадой опытного Владимира Ломагина, он спасают от огня кота, хотя ищет внука потерпевшей пенсионерки, обезвреживают агрессивного алкоголика, а также диагностируют безболевой инфаркт у пациента, больного сахарным диабетом, которого бригада собиралась госпитализировать с подозрением на острую кишечную инфекцию. | 15 октября 2018 |
| 2       | Очередной рабочий день Кости Кулыгина выпадает на смену доктора Рыкова. Бригада приезжает по вызову к пожилой женщине. Рыков, наслышанный о необыкновенных способностях нового водителя, просит Кулыгина измерить давление бабушке, а сам остается в машине, чтобы ответить на звонок. Кулыгин не скрывает своего возмущения цинизмом Рыкова, отношения врача и водителя накаляются. Позднее Рыков уходит, а Кулыгин дорабатывает смену с Ломагиным. Вызов оказался к молодой девушке с пневмонией. Ушаков берёт номер телефона в надежде на развитие отношений. Следующий вызов превращается в серьёзное испытание — психически неуравновешенный пациент захватил бригаду психиатров с их же подстанции в заложники, тяжело ранив одного из них. Кулыгин просит Раю отвлечь сумасшедшего, а сам проникает в квартиру через окно. | 15 октября 2018 |
| 3       | Бандит Громов похищает Костю Кулыгина и отвозит к раненому товарищу. В больницу пострадавшему нельзя, потому что он находится в розыске, поэтому водителю «скорой» приходится оперировать больного прямо на бильярдном столе. Тем временем к заведующей приходит капитан полиции Хитрук и наводит справки про Кулыгина. Бригада Ломагина приезжает к девушке, которую мучит рвота. Рая понимает, что пациентка беременна, но последняя умоляет не рассказывать её отцу, который уже распланировал жизнь своей дочери. Рая убеждает её не делать аборт и отводит на УЗИ: у беременной двойня. Следующий вызов оказался экстремальным: парень хочет спрыгнуть с многоэтажки. После разговора по душам с Кулыгиным он, как кажется, отказывается от своих намерений, но через секунду прыгает. Оказывается, что он так хотел привлечь внимание своей девушки. После смены Рая предлагает Кулыгину выпить кофе, но, пока дама переодевается, Громов снова увозит Константина. | 16 октября 2018 |
| 4       | Новая смена Кости вновь проходит с Рыковым. На первом вызове мужчине стало плохо с сердцем. Рыков госпитализирует пациента, но тот упрямо отказывается от носилок и умирает от тромба прямо на лестнице в подъезде. Следующий пациент — мальчик, у которого случился обморок и резко понизилась температура. Кулыгин с Рыковым проводят реанимацию, но все тщетно. Обезумевший от горя отец набрасывается на врача с кулаками, а Кулыгин вкалывает мальчику в сердце укол адреналина. | 16 октября 2018 |
| 5       | Бандит, прооперированный Кулыгиным, идет на поправку, но Громов не собирается оставлять Костю в покое и сообщает, что отныне тот будет работать на них постоянно. Бригада Ломагина приезжает на вызов мужчине, больному ВИЧ. Рая случайно ранит себе палец зараженной иглой. Кулыгин объясняется в любви Рае, но она его прогоняет. Тем временем Арефьева идёт к гадалке, но натыкается на мать с мальчиком, которому ни один из врачей не помогает. Она забирает Костя снова нарушает правила дорожного движения, и инспекторы хотят забрать у него права. Вечером ему звонит Арефьева и умоляет приехать. | 17 октября 2018 |
| 6       | После бурной ночи Кулыгин заявляет начальнице, что продолжения не будет. Вернувшись домой, он замечает уезд бригады бездарных медиков, приехавших к больному ребёнку. Кулыгин подозревает, что монетка, проглоченная ребёнком, осталась внутри и заблокировала ЖКТ. Он и мать мальчика едут в больницу, где ребёнок теряет сознание. Рая назначает Косте встречу у торгового центра и открывает ему свою страшную тайну: после неудачного аборта она не может иметь детей. Костя направляется к зданию суда, где слушается дело о лишении его водительских прав. Несмотря на поддержку Арефьевой, дела идут крайне плохо, но в момент оглашения приговора у судьи звонит телефон. Вернувшись из коридора, судья меняется в лице и оставляет за Кулыгиным право на вождение автомобиля. Костя понимает, что права он сохранил благодаря отцу мальчика — прокурорскому работнику.                                                                                           | 17 октября 2018 |
| 7       | Костя Кулыгин возвращается на работу, где его ждет хорошая новость — Рая не заразилась от пациента с ВИЧ. Бригаду Ломагина вызывают к девушке с кровотечением и рвотой. Врачи понимают, что девушка недавно родила, но та отпирается и отказывается говорить, где ребёнок. Ломагин вынужден под свою ответственность отправиться искать новорожденного ребёнка, и в итоге находят того у собак Рая проводит с Кулыгиным ночь, а утром случайно узнает про его связь с Арефьевой. Оскорбленная, она разрывает с ним отношения. Тогда Костя идет к начальнице и пишет заявление об уходе, а после, напившись, рассказывает Ломагину про своё прошлое, выдав это за историю друга. | 18 октября 2018 |
| 8       | Ломагин выясняет, что Кулыгин — бывший врач скорой, отсидевший в тюрьме в результате рокового стечения обстоятельств: несколько лет назад под Новосибирском произошло ДТП — пострадали дети влиятельнейших в регионе чиновников, и перед ним стоял выбор, кого спасать первым. Пока Костя останавливал кровь у девушки, её спутник умер. Но теперь жизнь Кулыгина постепенно налаживается: к нему возвращается Рая и на работе его очень ценят. Но есть те, кто никак не оставит в покое бывшего врача, — это бандиты, которым снова нужна помощь. Криминальный авторитет неожиданно начал кашлять кровью, и Костя понимает, что от правильности его диагноза будет зависеть его дальнейшая судьба. Вечером к Кулыгину заявляется его бывшая жена Элла. | 18 октября 2018 |
| 9       | У матери Раи после визита Эллы случается сердечный приступ. Рая с Костей отвозят её в больницу. Кулыгин объясняет возлюбленной, что жена бросила его, как только он попал в тюрьму. Дома он делает Рае предложение. На следующий день бригаду вызывают засвидетельствовать смерть: застрелился полковник. Однако Кулыгин находит у мужчины нитевидный пульс. Он понимает, что самоубийство было симулировано, и объясняет жене полковника, что она сама себя наказала. | 19 октября 2018 |
| 10      | Костя после смены возвращается на подстанцию, а в кабинете у Арефьевой его ждут Элла и маленький сын. Кулыгин объясняет, что ребёнка не бросит, но к Элле не вернется. Тем временем в скорую помощь звонит девочка: её мама потеряла сознание. Вызов превращается в квест: девочка назвала неверный адрес, а фактический адрес путает два раза. Когда бригада находит девочку, то выясняется, что пациентка — на девятом месяце беременности. Женщина начинает рожать прямо по пути в больницу. После прихода Эллы Рая принимает решение жить с Сан Санычем, который давно ухаживал за ней и приглашал в свой дом. Тем временем у Ломагина в семье драма — сын, ушедший из дома в знак протеста, не выходит на связь. | 19 октября 2018 |
| 11      | Необычный вызов получает бригада Ломагина: медиков умоляют спасти умирающую собаку, которую кто-то подстрелил. Пока бригада пытается реанимировать животное, его хозяин прикладывается к фляжке со спиртным. Время было упущено, и собака умирает. Под испуганные взгляды медиков пьяный мужчина хватает ружье и уходит искать виновника. Кулыгин, Ушаков, а позже и Рая, вынуждены ввязаться в смертельно опасное предприятие и спасти семью того, кто застрелил собаку. | 22 октября 2018 |
| 12      | Кулыгин отвозит бригаду на вызов, а там их ждет франт в костюме и с чемоданом. Мужчина уверен, что медики довезут его с мигалками в объезд пробок, но не думает о тех, кто реально ждет помощи. Ломагин в ярости набрасывается на него, но его останавливают. В плохом настроении бригада получает новый вызов — к «бабушке с пирожками» Лидии Фиолетовой. За душевным чаепитием она рассказывает о поездке к своим внукам, но Рая диагностирует у старушки инфаркт. Кулыгин оглядывается на пациентку и совсем не следит за дорогой. Карета вылетает на тротуар и из-за удара о бордюр не может двигаться. Пенсионерка умирает. Рая в слезах набрасывается на Кулыгина. Арефьева, проезжавшая мимо, разводит Кулыгина и Тартакову по разным бригадам. Она же отвозит Рыкова на его квартиру, больше похожую на холостяцкую берлогу, и забирает его к себе. | 22 октября 2018 |
| 13      | После инцидента на дороге Арефьева все же переводит Раю в другую смену. Кулыгин отвозит бригаду Ломагина на вызов на съёмочную площадку — одному из актёров (Олег Тактаров) стало плохо во время съёмок динамичной сцены. Пока Кулыгин отсылает ассистента осветителя за водкой, Ушаков и Роднина, работающая на съёмках, уединяются в одном из трейлеров. Позднее их посылают дежурить на стадион во время концерта. Пока Ломагин с Ушаковым помогают на трибунах, к машине Кулыгина приносят девушку в алкогольной коме. Костя оказывает ей первую помощь, реанимирует, и один везет её в больницу. Вернувшись на подстанцию, он узнает, что спасенная девушка пришла в себя и обвинила его в изнасиловании. Ломагин приказывает ему бежать. Костя уходит с подстанции в тот же момент, когда прибывает наряд полиции для его ареста. | 23 октября 2018 |
| 14      | Ушаков с Ломагиным пытаются найти доказательства невиновности водителя. Сам Костя сначала скрывается на квартире покойной Лидии Фиолетовой, а затем едет домой к бывшей жене, так как за квартирой Ушакова по «наводке» Сан Саныча установили наблюдение. Элла оставляет его присмотреть за заболевшим сыном. У мальчика случается аллергический приступ, и Кулыгин, несмотря на риск, везет его в больницу. Там Костю задерживает полиция. Тем временем Рая проникает в палату к той девушке и почти выводит её на чистую воду. | 23 октября 2018 |
| 15      | Сан Саныч предлагает Рае продать квартиру, в которой живёт её мать, чтобы купить жилье в новостройке. Кулыгин с Рыковым получают вызов на плодоовощную базу к молодому таджику с анафилаксией, который принял за раз целую упаковку лекарства от простуды. Коллеги пациента настроены очень воинственно, и Рыкову с Кулыгиным приходится импровизировать и спасать парня с помощью содержимого стандартной аптечки буквально под дулом пистолета. | 24 октября 2018 |
| 16      | Бригада врача Тимофеевой, в которой теперь трудится Тартакова, забирает пассажира самолёта с температурой и рвотой, прибывшего из Африки, и отвозит его в инфекционную больницу. Тем временем бригада Ломагина забирает больного пенсионера для плановой госпитализации и его кота, за которым некому ухаживать. Кота оставляют на подстанции и едут на вызов — женщине плохо с сердцем. Но выясняется, что женщина изменяла мужу с соседом, и бригаде приходится спасать непутёвого любовника. Арефьевой сообщают, что у пациента из аэропорта подозревают лихорадку Эбола. Арефьева закрывает подстанцию и всех, кто там находится, на карантин. Но карантин быстро превращается в комедию — Ушаков танцует стриптиз и рассказывает во всех красках про течение лихорадки, Костя примиряется с Раей, а один из сотрудников пытается сбежать, выпрыгнув из окна, но ломает себе ногу и нос Ушакову.                                                                      | 24 октября 2018 |
| 17      | Медики с подстанции собираются на даче в честь юбилея Ломагина. Арефьева намекает Кулыгину (но прямо не говорит), что Никита — не его сын. Костя уверяет, что не бросит мальчика в любом случае. Ломагин, Силантьич, Сан Саныч, а позже и Рыков, напиваются. Денис, кинув неосторожную фразу про семью Олеси, вынужден пытаться помириться с ней и подраться с четырьмя парнями. В разгар вечеринки с соседней дачи, где отмечают свадьбу, прибегают люди и просят о помощи: во время пуска фейерверка жениху оторвало палец. Гости Ломагина бросаются спасать молодожёна, но и там начинаются проблемы похлеще оторванного пальца. | 25 октября 2018 |
| 18      | Кулыгин с Рыковым выезжают на трассу, где произошла большая авария. У одного из пострадавших Рыков диагностирует смерть мозга, и бригада Тартаковой забирает его для потенциальной трансплантации органов. Но Костя по некоторым признакам и свидетельствам помощника приходит к выводу, что у парень жив, находится в полном, хоть и заторможенном сознании, но полностью парализован. Он едет в больницу и просит Раю помочь спасти парня. Но ситуация резко осложняется — парню не стали проводить необходимые анализы из-за свежих результатов диспансеризации, его родственники не написали отказ от забора органов, а на сердце уже есть претендент. В итоге, Кулыгин буквально в последнюю минуту заставляет парня полностью прийти в себя и тот морганием глаз (единственным сохранившимся способом коммуникации) показывает сохранность мозга. | 25 октября 2018 |
| 19      | Кулыгин переезжает к Элле, чтобы быть поближе к Никите. На работе он в составе бригады Ломагина отправляется на вызов к жене Силантьича, у которой произошёл сердечный приступ. На полпути Силантьич просит Костю поменяться местами сам снова садится за руль. Жену удается спасти, но у самого Силантьича останавливается сердце. На подстанции поминают бывшего коллегу, отдавшему службе в скорой помощи больше 40 лет. | 26 октября 2018 |
| 20      | На работе Рая попадает в переделку: после пустякового вызова её обманом заманивают обратно в сауну и пытаются изнасиловать. Ей удается запереться в ванной и набрать Кулыгина. Костя, вызвав полицию, бросается на помощь любимой в злополучное место. Позднее Кулыгин сдаёт экзамен, и несмотря на правильные ответы, его не аттестуют, а неизвестный мужчина говорит ему, что Кулыгину никогда не вернуть лицензию врача. | 26 октября 2018 |

### Второй сезон
| № серии  | № серии   | Описание серии | Премьера        |
| В сезоне | В сериале | Описание серии | Премьера        |
| -------- | --------- | --- | --------------- |
| 1        | 21        | Рая наконец-то узнает от Кулыгина, почему его лишили лицензии врача. На подстанцию приходит главный враг Кулыгина и предлагает заведующей 15 млн за увольнение Кости. Рыков приезжает на вызов и встречает свою первую любовь, чувства которой ещё не остыли. | 28 октября 2019 |
| 2        | 22        | Рая странно ведет себя на вызовах — она стала очень эмоциональной и раздражительной, а во время одного из вызовов падает в обморок. Кулыгин уговаривает возлюбленную рассказать Арефьевой о том, что она в положении, однако та боится. Тем временем к Рыкову приходит Диана, чтобы отблагодарить за спасение. Арефьева замечает их вдвоем и ревнует.                                                                                      | 28 октября 2019 |
| 3        | 23        | Ушаков в ужасе — Роднина в тяжелом состоянии в реанимации, нужны деньги на дорогостоящую операцию, которых у него нет. На вызове Ушаков случайно обнаруживает тайник пенсионерки с серьёзной суммой денег. Сын пенсионерки обвиняет бригаду в воровстве и грозит завести дело, если к утру деньги не вернут. | 29 октября 2019 |
| 4        | 24        | Ушакова арестовывают из-за подозрений в воровстве денег. Раю предупреждают об угрозе выкидыша и требуют, чтобы она ушла в декрет. Ломагин тащит сына в университет, надеясь договориться, чтобы его не отчисляли. Соседка сообщает Кулыгину, что за Эллой и Никитой приходил мужчина. | 29 октября 2019 |
| 5        | 25        | Роднина все ещё в тяжелом состоянии, врачи поторапливают с операцией, но денег все ещё нет. Арефьева придумывает хитрый план, как получить 15 млн рублей. Кулыгин идет в банк, где захватчик держит заложников, и оказывается под прицелом. | 30 октября 2019 |
| 6        | 26        | Кулыгин получает пулю от захватчиков в банке. На очередном вызове ясновидящая предрекает Кулыгину большие проблемы. Рыкова тревожит недомогание Дианы, с которой он постоянно созванивается. Арефьева находит деньги для Ушакова, и Родниной делают сложную операцию. | 30 октября 2019 |
| 7        | 27        | После операции Роднина не помнит никого, кроме своего мужа. Для Ушакова это удар. Рыков ведет Диану к доктору, которая оказывается подругой Арефьевой. Теперь герой подозревается в измене. У Кулыгина появляется вариант вернуть сертификат, но надо лететь в Новосибирск. Арефьева пытается найти замену Рае. | 31 октября 2019 |
| 8        | 28        | Сердце Ушакова разбито, он пьет и не выходит на работу. Кулыгин решает лететь в Новосибирск, чтобы восстановить врачебную лицензию. Рыков пытается наладить отношения с Арефьевой. Диана сообщает, что смертельно больна. Рыков утешает её и не приходит на именины Арефьевой. Зато к ней приходит бывший муж и просит восстановить отношения. А Кулыгин встречается с врагом лицом к лицу.                                                | 31 октября 2019 |
| 9        | 29        | Араш выходит на работу фельдшером и сразу же проявляет себя отличным сотрудником. Константин летит в Новосибирск и в самолёте спасает известного ведущего НТВ. Приехав в город, Кулыгин пытается разузнать что-нибудь об Элле. Он узнает, что его бывшая возлюбленная связалась с бандитами. Теперь Элла скрывается от них у подруги. Найти её Кулыгин не успевает — его похищают…                                                         | 1 ноября 2019   |
| 10       | 30        | Арефьева вновь встречается с недоброжелателем Кулыгина, пообещавшим 15 миллионов за увольнение Константина, и отказывается выполнять его просьбу. Тот начинает угрожать ей. Ольга предполагает, что скоро на подстанции начнутся проверки. | 1 ноября 2019   |
| 11       | 31        | В дом Раи врываются бандиты и запугивают её до полусмерти. Кулыгин узнает, что у них в заложниках Элла и её ребёнок. Бандиты вешают миллионный долг Эллы на Кулыгина. У Ушакова есть план, как вернуть Тане воспоминания. А на подстанции начинаются серьёзные проверки… | 4 ноября 2019   |
| 12       | 32        | После нападения Рая боится оставаться одна. На подстанцию заявляются проверяющие. Рыков грубит одному из них, а позже они с Арефьевой устраивают прилюдный скандал и расстаются. Диана, преодолевая страх, обращается в онкологический центр. Кулыгин раздумывает, как решить проблему Эллы и не платить миллионные долги. | 4 ноября 2019   |
| 13       | 33        | Обращение Кулыгина к старым знакомым приносит успех, но возможны серьёзные последствия. Раскрывается загадка женщины, которая приходила к Арашу. Сын Ломагина решает, выступить с концертом в крутом клубе или пойти на экзамен. Ушаков приходит навестить возлюбленную, но не находит её в палате. За Раей снова установлена слежка, которая заканчивается трагедией…                                                                     | 5 ноября 2019   |
| 14       | 34        | Рая находится в плохом состоянии, жизнь ребёнка под вопросом. Проверяющие получают указание раскрутить историю со сбитым фельдшером, чтобы бросить тень на подстанцию. Потерявшая память Роднина возвращается к мужу, но у него другая. На вызове Араш отвлекается на оказание помощи, у него из-под носа угоняют машину «скорой». | 5 ноября 2019   |
| 15       | 35        | Бригада находит угнанную машину, она вся изрисована граффити — на радость проверяющим, которым наконец-то есть, за что зацепиться. Рая сообщает Кулыгину, что потеряла ребёнка. По подстанции расползаются слухи, что Араш бьет жену, и именно поэтому она закрывает лицо платком. Арефьеву вызывают в Минздрав, а Ушаков пытается найти Роднину.                                                                                          | 6 ноября 2019   |
| 16       | 36        | Разбирательство в Минздраве приостанавливают с условием, что на подстанции больше не будет нарушений. Арефьевой советуют избавиться от Кулыгина. Ломагин узнает, что его сын прогулял экзамен. У Тани просыпаются чувства к Ушакову. Арефьева думает, что у Рыкова рак. Проверяющие подсылают к Кулыгину подставного больного, провоцируя его на ошибку…                                                                                   | 6 ноября 2019   |
| 17       | 37        | Арефьева обещает Рыкову помочь с операцией Дианы. В это время у неё возникает новая проблема: подставной больной пишет жалобу на подстанцию и Кулыгина. Константин больше не хочет мучить Раю и собирает вещи, пока её нет дома. Узнав об этом, Рая бежит домой и просит свою маму задержать Кулыгина любым способом. | 7 ноября 2019   |
| 18       | 38        | Кулыгин едет забирать ребёнка и Эллу у бандитов, но у него отбирают телефон. Рая все время пытается дозвониться до Константина, пока её не отвлекает жена Араша, пришедшая на подстанцию, чтобы объявить супругу о своем возвращении в Казахстан. В это время Диану экстренно увозят на операцию, но время упущено, помочь ей нельзя. Врач советует Рыкову попрощаться с ней. Рыков зайдя в палату Дианы прощается с ней, и Диана умирает. | 7 ноября 2019   |
| 19       | 39        | Кулыгину возвращают Никиту, а Элла, как выясняется, сбежала, оставив сына Константину. Тот просит Раю разрешить Никите жить с ними. Рыков тяжело переживает смерть Дианы, но рядом с ним постоянно находится Арефьева. Тем временем Ломагин и Денис вывозят Петровича на рыбалку, на рыбалке Петрович умирает от остановки сердца. | 8 ноября 2019   |
| 20       | 40        | Арефьеву увольняют. Павел предлагает предать ситуацию огласке на телевидении с помощью Кулыгина. Однако Орлов делает все, чтобы помешать выходу программы. Накануне эфира бригада Ломагина приезжает на вызов пожилого мужчины, нашедшего бомбу времен Великой Отечественной. Чтобы спасти друзей, Кулыгин прикрывает собой снаряд… | 8 ноября 2019   |

### Третий сезон
| № серии  | № серии   | Описание серии | Премьера       |
| В сезоне | В сериале | Описание серии | Премьера       |
| -------- | --------- | --- | -------------- |
| 1        | 41        | У Кулыгина — первый рабочий день в качестве врача, но до подстанции он не доходит. Его привозят к Камчатке, которому он снова должен оказать услугу: отправиться в Магнитогорск и помочь одной девушке. При этом Костя никому не может рассказать, где он и когда вернется. Рая места себе не находит, ситуация на подстанции накаляется до предела… | 2 ноября 2020  |
| 2        | 42        | Бандиты сообщают Косте, что его пациент находится… в Магнитогорске. Ему вручают билет на поезд и запрещают кому-то говорить, где он и что происходит. Кулыгину дают телефон и разрешают сделать звонок. Так Рая узнает, что её любимый уезжает, а на подстанции принимают решение искать нового врача. Паша делает Арефьевой предложение, и она обещает взять развод у бывшего мужа. | 2 ноября 2020  |
| 3        | 43        | Кулыгин помогает Ире, но её болезнь оказывается гораздо страшнее, чем предупреждал Камчатка. В это время Арефьева пытается развестись с бывшим мужем, но тот не отвечает на звонки. Тогда она приходит к нему домой и обнаруживает, что муж, проживающий с молодой любовницей, серьёзно болен. Его состояние кажется Арефьевой странным… | 3 ноября 2020  |
| 4        | 44        | В Магнитогорске Кулыгину удается выяснить, чем болеет Ира. Кроме того, он находит терапевта девушки и требует, чтобы тот назначил ей необходимый анализ. В это время Араш ищет способы заработать на пластическую операцию для супруги и берет дополнительные смены, а Ушаков обсуждает с Таней возможность уволиться со «скорой» и найти хорошо оплачиваемую работу. Между тем у Сан Саныча начинает вызывать подозрения фельдшер Лера, недавно появившаяся на подстанции. Он замечает, как девушка следит за Ломагиным. Но зачем это Лере? | 3 ноября 2020  |
| 5        | 45        | Кулыгин пытается разобраться с врачами, которые поставили Ире неправильный диагноз, но сам попадает в неприятности. На помощь врачу неожиданно приходит Гром, помощник Камчатки. В это время Ушаков по протекции Тани идет на собеседование, а Арефьева отправляет Пашу осмотреть бывшего мужа. Однако тот сталкивается с неожиданным препятствием: его молодая любовница не пускает врача в квартиру. | 4 ноября 2020  |
| 6        | 46        | Костя ищет способ перевезти Иру в Москву. Но у девушки почечная недостаточность, из-за которой она не может перенести ни поезд, ни самолёт. Тогда Кулыгин отправляется в рискованное путешествие с пациенткой на машине Грома. Ира, неправильно истолковав поведение Кости, влюбляется в него. Но на этом злоключения Кости не кончаются: Рая слышит голос Иры во время телефонного разговора и теперь уверена, что супруг ей изменяет! | 4 ноября 2020  |
| 7        | 47        | Кулыгин довозит Иру до больницы, где встречает Ушакова. Костя просит не рассказывать об их встрече Рае — он хочет сообщить о возвращении сам. Но Витя его тут же «закладывает». Теперь Рая уверена, что на их семейной жизни поставлен крест. Тем временем Араш, жестоко избитый наркоманами, отказывается брать больничный — ему нужны деньги на операцию жене. | 5 ноября 2020  |
| 8        | 48        | Арефьева отстраняет Араша от работы, но он скрывает это от жены. Из-за травм у мужчины начинаются проблемы со зрением. В это время Рая с Тамарой Васильевной попадают в опасную ситуацию: во время одного из вызовов на них набрасывается сын пациента. На помощь им приходит… Камышов. Тамара Васильевна смотрит на хамоватого водителя новыми глазами… | 5 ноября 2020  |
| 9        | 49        | Кулыгин возвращается домой, где его ждет допрос Раи. К несчастью, Костя, связанный словом, ничего не может ей рассказать. Араш по-прежнему плохо видит, но не хочет никому в этом признаваться, чтобы не потерять работу. | 6 ноября 2020  |
| 10       | 50        | Рая пытается узнать о «разлучнице» и начинает следить за Костей. Так она оказывается в больничной палате Иры. По подстанции тем временем ползет слух о романе Ломагина с новенькой Лерой. Этот слух доходит до Арефьевой, которая приказывает Лере оставить в покое женатого мужчину. Разговор доводит Леру до слез, и Владимир Юрьевич пытается успокоить девушку. Эту сцену видит его сын Денис… | 6 ноября 2020  |
| 11       | 51        | Денис, уверенный в том, что отец изменяет матери, находит на подстанции Леру и требует оставить в покое их семью. Матери он ничего не рассказывает. Витя идет на собеседование в частную клинику, где оказывает помощь девочке-гимнастке и проявляет себя отличным диагностом. Директор клиники берет его на испытательный срок… | 9 ноября 2020  |
| 12       | 52        | У Раи с Костей появляется сын Глеб. Между тем Кулыгину звонит лечащий врач Ирины и сообщает, что состояние девушки резко ухудшилось. Костя торопится в больницу. | 9 ноября 2020  |
| 13       | 53        | Витя просит коллег сохранить его тайну, но не тут-то было — о том, что Витя уходит, узнает вся подстанция. На новом месте работы от Вити просят принять окончательное решение. Камчатка требует, чтобы Костя нашёл для Ирины донора. Рая и Костя пытаются начать все с чистого листа. Жена Ломагина ставит его перед выбором — семья или практикантка… | 10 ноября 2020 |
| 14       | 54        | Арефьева увольняет Виктора и сгоряча советует Ломагину тоже уходить на пенсию. Приходит увольняться и Араш, который, как выясняется, нелегально подрабатывает частной практикой… У Вити случается нервный срыв. Кулыгин с Арефьевой посещает в больнице её мужа. Просмотрев анализы, доктора понимают, что новая жена пыталась его отравить. Тем временем к Тане возвращается память. | 10 ноября 2020 |
| 15       | 55        | Арефьева в растерянности из-за нехватки фельдшеров и уже готова принять Раю обратно. Араш признается жене, что давно не работает на «скорой», а выводит из запоя алкоголиков. Рыкову он рассказывает, что ушёл с подстанции из-за серьёзных проблем со зрением. Ире наконец-то находят донорскую почку для пересадки. За девушкой начинает ухаживать её лечащий врач. | 11 ноября 2020 |
| 16       | 56        | Спустя три месяца сидения дома Рая выходит на работу, но постоянно беспокоится о малыше. На подстанции коллеги накручивают её из-за нового фельдшера Леры Поляковой, которая теперь работает с Костей. Сан Санычу попадает в руки личное дело Леры. Оказывается, она почему-то скрывает свою настоящую фамилию… | 11 ноября 2020 |
| 17       | 57        | Таня огорошила Витю тем, что она вспомнила о своем намерении его бросить. Девушка была в ярости от того, что он пытался от скрыть важные вещи, пользуясь её состоянием. Тем временем Костя с Раей чуть не ссорятся из-за Ломагиных, но Костя в итоге обещает не рассказывать коллеге, что его жена тайком приходила к ним в гости. Арашу удается поправить зрение, и Павел предлагает ему вернуться на подстанцию. | 12 ноября 2020 |
| 18       | 58        | Ломагин приходит к Косте домой вместе с Лерой и ошарашивает всех новостью, что это его… дочь. Владимир уверяет, что 25 лет сам ни сном ни духом не знал, что у него есть ребёнок. У Тамары Васильевны начинается тайный роман с Камышовым. Рая и Кулыгин готовятся к свадьбе. На подстанции появляется новый доктор — Максим Руднев. Его резюме кажется Арефьевой подозрительным: зачем хирургу с большим стажем идти работать на «скорую»? | 12 ноября 2020 |
| 19       | 59        | Свадьба Кулыгина и Раи на носу, а у невесты все ещё нет платья! Витя мирится с Таней, а Костя в очередной раз спасает жизнь пациентки и заодно помогает полиции поймать маньяка. В ночь перед свадьбой Арефьева просит Раю выйти на работу в смене с новым доктором Рудневым. | 13 ноября 2020 |
| 20       | 60        | На вызове Рая с Максимом осматривают пациентку с острым аппендицитом и замечают странное поведение её мужа, который срывает на медиках свою раздражительность. Собрав «семейный» анамнез, Руднев догадывается, что у мужчины может быть опухоль мозга. После работы врач помогает Рае наконец выбрать свадебное платье. Когда наступает торжественный день, все как назло идет не так. Сначала медпомощь требуется работнице загса, потом выясняется, что испорчен свадебный торт, и Арефьева с Рыковым едут срочно решать проблему, а потом Кулыгин без причины нападает на появившегося на свадебном банкете Руднева. Перепалку прерывает Араш, узнавший по телефону, что Рыков с Арефьевой попали в аварию в которой Ольга погибла. | 13 ноября 2020 |

### Четвёртый сезон
| № серии  | № серии   | Описание серии | Премьера       |
| В сезоне | В сериале | Описание серии | Премьера       |
| -------- | --------- | --- | -------------- |
| 1        | 61        | Арефьева и Рыков попадают в страшную аварию по пути на свадьбу Раи и Кости. Ольгу с тяжелой травмой головы успевают доставить в больницу, где она впадает в кому. Вместо неё исполняющим обязанности заведующего подстанцией становится Сан Саныч, который тут же начинает вводить свои порядки. Несчастье постигает и Кулыгина — его приглашает на юбилей Камчатка, но в ресторане происходит полицейская облава, и врача вместе с другими гостями арестовывают.                                                                             | 1 ноября 2021  |
| 2        | 62        | Кулыгин оказывается в КПЗ вместе с Громом. Рая обзванивает больницы и морги в поисках Кости… Ломагин чувствует, что небольшое недомогание, которое он испытывал последнее время, усиливается… Руднев пытается ухаживать за Лерой. Рая, навещавшая Арефьеву в больнице, замечает, что та дернула бровью… | 1 ноября 2021  |
| 3        | 63        | На Грома в камере совершают покушение, но Кулыгин спасает его от потери крови. Тем временем Рая пытается убедить коллег, что Арефьева может поправиться. Она своими глазами видела, как Ольга отреагировала на новость о пропаже Кости, но Рае никто не верит. | 2 ноября 2021  |
| 4        | 64        | Наконец Кулыгин выходит на свободу. Рыков напивается в кабинете Арефьевой и находит там завещание, в котором Ольга в случае тяжелой аварии или серьёзной болезни просит не держать её на аппарате жизнеобеспечения. Работники подстанции собираются в больнице, чтобы попрощаться с Арефьевой, но она, ко всеобщему изумлению, в последний момент приходит в себя… | 2 ноября 2021  |
| 5        | 65        | Арефьева идет на поправку. Кулыгин получает вызов к бомжу, которому стало плохо в подъезде чужого дома, и с большим трудом добивается того, чтобы мужчину взяли в больницу. Ломагин идет в частную клинику сдавать анализы. Руднев, вопреки инструкции, оставляет смертельно больному пациенту лишнюю ампулу с наркотическим препаратом. Рая пытается выяснить у мужа причину конфликта с Рудневым, но Кулыгин уходит от ответа. | 3 ноября 2021  |
| 6        | 66        | Рыков преданно ухаживает за Арефьевой в больнице. Бомж приходит на подстанцию отблагодарить Кулыгина за помощь. Выясняется, что из больницы его выгнали. Кулыгин везет его обратно. Сан Саныч вводит на подстанции систему штрафов, все возмущены и ходят по очереди к Арефьевой на него жаловаться. Сан Саныч, в свою очередь, жалуется на нерадивых сотрудников… | 3 ноября 2021  |
| 7        | 67        | Ломагину становится все хуже. Арефьеву выписывают домой. По просьбе Нигины, которая вышла на работу в модельное агентство, Араш с Рыковым оказывают первую помощь юной модели Карине, страдающей анорексией. Ломагина приглашают в клинику обсудить результаты анализов. В разгар очередного скандала сотрудников с Сан Санычем Арефьева появляется на работе… | 4 ноября 2021  |
| 8        | 68        | Арефьева получает известие, что в связи с оптимизацией их подстанция будет объединена с другой. Руднев провожает Леру домой, они целуются, это видит бывший муж Леры и начинает её терроризировать. Рыков с Арашем спасают от смерти пациента-раввина, которому не смогла помочь бригада «Скорой» с другой подстанции. Возмущенные, Рыков, Араш и Кулыгин едут разбираться с врачами бригады Хлынина, допустившими халатность… | 4 ноября 2021  |
| 9        | 69        | Разборка на 70-й подстанции заканчивается дракой. По иронии судьбы именно с этой подстанцией предстоит объединение. Рыков с Арашем на вызове у пациентки Александры Морозовой, которая уговаривает дать ей альтернативный препарат, вызывающий побочные эффекты. Александра уверяет, что ей он помогает. На следующий день ей снова становится плохо. Бригада Кулыгина забирает Александру в больницу… | 5 ноября 2021  |
| 10       | 70        | Ломагину становится все хуже, он берет отгул. Врач частной клиники сообщает Ломагину, что у него острый лейкоз. Александра умирает в больнице. Её друг Валентин обвиняет Рыкова и Араша и грозит прокурорской проверкой. Рыков уверен, что они все сделали правильно. У бомжа, которого спас Кулыгин, обнаруживается полная амнезия. Рыков встречается с Авериной, чиновницей из министерства. Арефьева застает их вместе в кафе… | 5 ноября 2021  |
| 11       | 71        | Рыков рассказывает Арефьевой, что Аверина — его мать. К Ушакову и Родниной приезжает погостить подруга Татьяны Юля. Ломагин скрывает свой диагноз и от коллег, и от семьи. Тайком от Тани Юля пытается соблазнить Ушакова. Сан Саныч сдает в полицию бомжа, снова пришедшего на подстанцию к Кулыгину в его отсутствие. Отправившись его выручать, Кулыгин спасает сына дежурного полицейского, подавившегося куском рыбы с рыболовным крючком…                                                                                               | 8 ноября 2021  |
| 12       | 72        | К Арефьевой приезжает следователь по поводу смерти Александры. Заведующий 70-й подстанцией Ковальков пытается завербовать Сан Саныча в стукачи, предлагая собрать компромат на Арефьеву. Взамен он обещает ему должность заместителя. Леру по-прежнему терроризирует её бывший… | 8 ноября 2021  |
| 13       | 73        | Лера упорно скрывает от коллег свои проблемы с бывшим мужем. Рыков с Арашем на вызове принимают участие в настоящем шаманском ритуале ради того, чтобы отец пациентки позволил им оказать ей помощь. Арефьева пытается помирить Рыкова с матерью… | 9 ноября 2021  |
| 14       | 74        | Тимофееву ранят на вызове. Муж ревнивой пациентки, которая случайно выстрелила в Тамару, предлагает ей крупную сумму за отказ писать заявление в полицию. Сан Саныч, решивший уволиться, передумывает. Лера рассказывает Рае про своего бывшего. Кулыгин пытается разыскать родственников бомжа. Рыков назначает Арефьевой и матери встречу в ресторане… | 9 ноября 2021  |
| 15       | 75        | На встрече в ресторане Арефьева и Аверина сильно напиваются, а на следующее утро все просыпаются дома у Рыкова. Обе женщины ничего не помнят. Аверина обещает помощь в отмене слияния подстанций. Ломагин из-за проблем со здоровьем снова не приходит на работу. Ушаков берет к себе в помощники водителя Паршина. На вызове выясняется, что их пациент психически болен. Ломагин рассказывает Кулыгину про лейкоз. Ушакову сообщают, что у него есть богатый родственник во Франции…                                                        | 10 ноября 2021 |
| 16       | 76        | Арефьева получает результат врачебной проверки: врачи не виноваты в смерти Александры. Кулыгин с Сан Санычем решают обманом отправить Ломагина к Тоне на УЗИ. Руднев приглашает диспетчера Светлану на кофе. Лера ревнует. Рая рассказывает Рудневу про бывшего мужа Леры и его угрозы. Рая узнает о причине конфликта Кулыгина с Рудневым… | 10 ноября 2021 |
| 17       | 77        | Руднев рассказывает Рае свою версию событий, предшествовавших смерти матери Кулыгина. Рая понимает, что он ни в чём не виноват. Ломагин приходит к Северцевой в кабинет. Она рассказывает ему о плане Кулыгина и Сан Саныча, но неожиданно падает в обморок. Ломагин делает ей УЗИ и сообщает, что она беременна. На семейном ужине Ломагин рассказывает домашним про лейкоз. Жена берет с него обещание, что он сдаст повторные анализы. Юля подстраивает так, что Роднина застает её в постели с Ушаковым.                                  | 11 ноября 2021 |
| 18       | 78        | Руднев приходит к Лере и остается ночевать. Ломагин сдает повторные анализы у Северцевой. Рая, Ломагин и Ушаков попадают на вызов к женщине с тяжелой беременностью. По вине психопата-мужа у пациентки происходит разрыв матки, и она впадает в кому. | 11 ноября 2021 |
| 19       | 79        | Кулыгин навещает бомжа Борю в больнице. Костя догадывается, что тот был авиационным инженером, и принимается за поиски его родственников. Васильева слышит разговор Сан Саныча по телефону и изобличает в нём шпиона. Сан Саныч признается Арефьевой, что был «двойным агентом». Лера получает от бывшего на телефон фото избитого Руднева и соглашается на встречу. Кулыгин идет вместе с ней. Кулыгину звонит из Иркутска жена бомжа. Выясняется, что на самом деле его зовут Николай Столяров, и год назад он не вернулся из командировки… | 12 ноября 2021 |
| 20       | 80        | Северцева получает анализы Ломагина: у него нет лейкоза. В частной клинике анализы перепутали. Орлов обещает Кулыгину, что заведующей объединённой подстанции станет Арефьева. Психопат-муж пациентки появляется на подстанции и ищет Раю. К бомжу приезжают жена и дочь. Мать Леры сообщает Рудневу, что та пропала. Психопат находит Раю в кабинете Арефьевой и стреляет, Кулыгин с Рудневым пытаются её реанимировать… | 12 ноября 2021 |

### Пятый сезон
| № серии  | Описание серии | Премьера   |
| -------- | --- | ---------- |
| 1 (81)   | После трагедии, унесшей жизнь Раи Тартаковой, её родным, друзьям, коллегам и, прежде всего Константину Кулыгину, приходится очень тяжело, однако жизнь и работа продолжаются. После слияния двух подстанций новоиспеченные коллеги настроены крайне враждебно по отношению друг к другу. И те, и другие бесконечно ходят жаловаться к Арефьевой… | 28.11.2022 |
| 2 (82)   | Кулыгин все ещё оплакивает Раю дома, не находя в себе сил выйти на подстанцию. Руднев пытается выяснить, куда пропала Лера. Она же находится в заложниках у своего бывшего мужа Толи, который угрожает безопасностью близких, если она попытается сбежать… Кулыгин приходит на подстанцию навестить друзей, но в результате оказывается в одной бригаде с новым фельдшером Любой и спешит на вызов к больной женщине. Состояние пациентки настолько тяжелое, что им приходится забрать её в реанимацию против воли её сына, который надеялся, что старая мать умрет и оставит ему квартиру… | 28.11.2022 |
| 3 (83)   | Арефьева получает жалобу на действия врачей, которую написал возмущенный сын пациентки Кулыгина, отказывавшийся от её госпитализации. Ломагин узнает адрес Леры у её матери и навещает дочь. Бывший муж Анатолий очень старается ему понравиться, но Ломагин подозревает, что Лера попала в беду. Люба влюбляется в Кулыгина. Кулыгин же встречается на подстанции с бывшей однокурсницей Вероникой Соловьевой. Кулыгин с Любой спасают пассажира такси от аллергической реакции, которому брызнули в лицо перцовым газом. | 29.11.2022 |
| 4 (84)   | После жалобы Сан Саныча на коллегу потерявшая терпение Арефьева назначает собрание для всех новых сотрудников подстанции. Она решает сделать смешанные бригады. Камышов переживает из-за депрессии Томы, которая никак не может прийти в себя после смерти Раи. Ломагин дежурит под окнами Леры, Кулыгин приходит его сменить. К нему неожиданно присоединяется Руднев. | 29.11.2022 |
| 5 (85)   | Кулыгина неожиданно вызывает на встречу Гром, и Руднев остается под окнами Леры один. Исходя из рассказа Грома Костя понимает, что у того аппендицит, который вот-вот перейдёт в перитонит. Тем временем Руднев, услышав крик Леры, которую Толя ударяет и запирает в одной из комнат, бежит в дом и, спасая Леру, устраивает драку с бывшим мужем Леры. В какой-то момент Руднев свирепеет и выбрасывает Анатолия из окна второго этажа. Вернувшийся Кулыгин вызывает «Скорую», одновременно с этим объясняя Максу с Лерой, что надо будет говорить. На их счастье, на вызов приезжает бригада Ломагина и Ушакова. Они доставляют Толю в больницу, а Кулыгин предупреждает Арефьеву о скорых проблемах, а потом выпивает с Рудневым. | 30.11.2022 |
| 6 (86)   | Анатолий жив, но находится в коме. По просьбе Николая Кулыгин навещает Тому, которая считает себя виновной в смерти Раи и потому страдает от сильной депрессии. Они вместе вспоминают Раю. К Арефьевой приходит следователь, который проявляет особый интерес к Кулыгину, считая его любовником Леры. Арефьева понимает, что следователь намерен обвинить Костю в покушении на убийство бывшего мужа Леры. Люба не скрывает влюбленности в Кулыгина. Ушаков, который считает, что это оскорбляет память о Рае, злится, а Вероника Соловьева ревнует. Кулыгин едва успевает спасти непослушного Грома от перитонита. А Толя едва не умирает, но его успешно реанимирует Ломагин.                                                       | 30.11.2022 |
| 7 (87)   | Нина Михайловна с маленьким Глебом уезжают погостить к её сестре, Костя временно остается один. Любка с Соловьевой наперебой стараются за ним ухаживать. К Арашу с Нигиной неожиданно приезжают родственники. Следователь продолжает «копать» под Кулыгина. Ломагин устраивает рыбалку для всей семьи и уговаривает Леру поехать с ними. В это же время Олеся плохо себя чувствует и Денис предполагает, что она беременна, и делает объявление для родственников. Отдых ей приходится прервать — в больнице приходит в себя Анатолий. | 1.12.2022  |
| 8 (88)   | По настоянию Арефьевой Руднев идет на прием к психиатру. Кулыгин с Любой приезжают на вызов к Маше, мать которой своей гиперопекой довела её до обморока. Но выясняется, что проблема не только в маме… | 1.12.2022  |
| 9 (89)   | Пришедший в себя Анатолий шантажирует Леру, обещая не сдавать следователю Руднева, если Лера останется с ним. Арефьева ставит Рыкова в одну бригаду с Любой. Рыков обещает помочь ей в отношениях с Костей. Ободренная его советом, Люба приходит вечером к Косте домой и пытается соблазнить. В самый ответственный момент Кулыгину звонит Соловьева с просьбой о помощи — у доктора Хлынина остановилось сердце. Кулыгин прибывает на подстанцию, и вдвоем с Соловьевой спасают Хлынина и преодолевая огромные трудности и проблемы, везут в больницу. | 2.12.2022  |
| 10 (90)  | Следователь беседует с Анатолием, и тот врет, что ничего не помнит о происшествии, хотя несколькими минутами ранее угрожал Лере, что посадит всех причастных к его попаданию в больницу. Тимофеева приходит на подстанцию, чтобы уволиться, но случайно видит, как Васильева флиртует с Камышовым. Мигом передумав увольняться, Тимофеева выходит на работу. Лера объявляет Анатолию, что не готова вернуться, и опасаясь за себя, пытается уйти из больницы. Анатолий её преследует, пытается ударить, но в результате падает с лестницы уже замертво. | 2.12.2022  |
| 11 (91)  | После смерти Анатолия следователь собирается обвинить Леру в убийстве бывшего мужа. Однако Кулыгину удается найти запись с одной из больничных камер, на которой благодаря сломанной двери видно, как все случилось на самом деле, чем очень сильно расстраивает следователя. Ломагин с Ушаковым приезжают на вызов в детский дом — там подрались две девочки. Одну из них, Сашу, приходится госпитализировать. Во время перевозки она крадёт телефоны врачей, и те заваливаются в палату. Любка навещает Хлынина в больнице… | 5.12.2022  |
| 12 (92)  | Среди новых сотрудников на подстанции ходят слухи об отношениях между Арефьевой и Рыковым. На сложном вызове у психически нездорового мужчины Рыков вынужден оставить часть медицинских приборов. Сменщик Сан Саныча, Петр Иваныч, обвиняет его в их утрате и в порче кислородного баллона, который уже был неисправен. И хотя дочь пациента все возвращает, Арефьева, не разобравшись в ситуации, строго отчитывает Рыкова в присутствии Петра Ивановича, хотя тот пытается сказать, что если баллон был неисправен при Рыкове, то он не виновен. Кулыгин зовет Любку на свидание, которое проходит не слишком удачно — при спуске в зорбе с горы он теряет сознание.                                                                | 5.12.2022  |
| 13 (93)  | Во время катания в «зорбе» Костю укачивает до потери сознания, и он уезжает домой. Расстроенная Любка звонит Хлынину. Родственники Нигины просят у Араша денег в долг. Кулыгин с Арашем спасают жизнь подростку, решившему повеситься после крупной ссоры с отцом. | 6.12.2022  |
| 14 (94)  | Во двор подстанции подбрасывают страшно избитого человека — и Арефьевой вместе с Лизой приходится самим оказывать ему помощь, но безуспешно — они ничего не помнят из того, что проходили в институте, и Косте, который несётся на подстанцию с вызова, приходится руководить всеми действиями по видеосвязи, но потерпевший умирает. После выговора Арефьевой оскорбленный Рыков уходит из дома. Арефьева старается держать себя в руках, но не выдерживает — ей самой водитель такси вызывает «Скорую». Ломагин навещает Сашу в больнице. | 6.12.2022  |
| 15 (95)  | У Любы заболевает сын, и она зовет на помощь Костю. Кулыгин быстро находит с мальчиком общий язык и выясняет, что тот засунул в нос батарейку от игрушки. Люба паникует, Кулыгин везет их в больницу… Хлынину делают операцию. Во время уборки Нина Михайловна находит под кроватью Любкины сережки. Ломагин привозит Сашу к себе домой на выходные. Кулыгин пытается незаметно вернуть сережки Любке в шкафчик, но его замечает Соловьева, которая все понимает по-своему. | 7.12.2022  |
| 16 (96)  | Лиза Васильева, напившись накануне с Арефьевой, просыпается в постели водителя Сомова… Ломагин приводит Сашу на подстанцию показать, как работают врачи. Саша прикидывается несчастной девочкой из детдома и выпрашивает у всех деньги, а потом говорит Косте, что он дурак, что не понимает, что в него влюблена девушка, которая только что вышла из столовой. Позже Кулыгин с Любой на вызове безуспешно пытаются вернуть к жизни молодого музыканта-наркомана… | 7.12.2022  |
| 17 (97)  | Костя, единственный на подстанции, отказывается давать деньги Саше. Ушаков выговаривает Любке за то, что она пытается «охмурить» Костю. Неожиданно за Любку вступается Эвелина. Сан Саныч обнаруживает пропажу денег после того, как у него побывала Саша. Кулыгин безуспешно пытается объясниться с Соловьевой. Нина Михайловна раскрывает Косте семейную тайну — она никогда не могла иметь детей и удочерила Раю. | 8.12.2022  |
| 18 (98)  | Руднев вызывает Леру на откровенный разговор. Она признается, что боится его после драки с Анатолием. Ломагин снова приводит Сашу на подстанцию — на этот раз возвращать украденные у коллег деньги. Тимофеева с Камышовым приезжают на вызов в солярий, где Тимофеева констатирует смерть клиентки. Камышов предлагает Тимофеевой расписаться. Кулыгин назначает Любе свидание. В итоге вся подстанция по громкой связи становится свидетелем их любовной сцены… | 8.12.2022  |
| 19 (99)  | После памятной «радиотрансляции» возмущенная Арефьева расформировывает бригаду Кулыгина и в гневе требует от обоих написать заявление на увольнение с формулировкой «за развратные действия», но осекает их. Отныне Кулыгин работает с Ушаковым, а Люба — с Соловьевой. На подстанцию приходят беременные жены Сан Саныча и Петра Иваныча и выясняется, что у них масса общего… Нигина сообщает Арашу, что ей предложили выгодный контракт в Европе. Чтобы решить финансовые проблемы семьи, она согласилась. Ломагин с Верой решают удочерить Сашу, но узнают, что другая пара давно пытается удочерить Сашу, но до недавнего времени имела проблемы с документами.                                                                  | 8.12.2022  |
| 20 (100) | Рыков возвращается домой. Кулыгин оказывает помощь цыганской девочке, мать которой только что ограбила пациентку. В благодарность её мать гадает ему по руке и предсказывает скорую любовь, которая постучится в дверь. Хлынин возвращается на работу, где у него происходит откровенный разговор с Кулыгиным. Костя объясняет, что между ним и Любой ничего нет. Кулыгин приглашает Соловьеву домой на ужин. Неожиданно раздается звонок в дверь, увидев гостью Нина Михайловна падает в обморок… | 8.12.2022  |

### Шестой сезон
| № серии  | Описание серии | Премьера   |
| -------- | --- | ---------- |
| 1 (101)  | К Нине Михайловне приходит девушка, внешне сильно напоминающая Раю. Оказывается, это сестра-близнец Раи по имени Катя, военный врач. Она приехала, чтобы познакомиться со своей сестрой. В детстве Рая и Катя попали в детский дом и были усыновлены разными семьями. | 7.11.2023  |
| 2 (102)  | Катя сопровождает Кулыгина на подстанцию, где ее появление вызывает удивление, особенно у Вити. Арефьева и Рыков решают обратиться к репродуктологу. У Леры продолжается токсикоз, но она старается скрыть свое состояние от Руднева. Катя возвращается в Выборг, но ее отсутствие оставляет пустоту у Кулыгина, хотя он сам этого не осознает. Однажды, заменив смену, он поехал в Выборг и предложил Кате работу на подстанции. | 7.11.2023  |
| 3 (103)  | Ушаков и Роднина никак не могли решить, кто из них должен первым позвонить своим родственникам и сообщить им о предстоящей свадьбе. Кулыгин с Эвелиной отправляются на вызов в наркоманский притон, где Эвелина случайно пробует «заряженную» конфету. Рыков и Арефьева идут на консультацию к репродуктологу, который настаивает на проведении процедуры ЭКО. | 8.11.2023  |
| 4 (104)  | Руднев и Лера получают вызов к женщине, которая страдает от домашнего насилия вместе с ее маленьким сыном. Появившийся муж пытается помешать их госпитализации, и Рудневу приходится применить силу. Полиция вмешивается, и муж-тиран уносится под арест. Врач-репродуктолог сообщает Арефьевой, что ее проблема не в возрасте, а в состоянии здоровья Рыкова. В это время Катя появляется на подстанции. | 8.11.2023  |
| 5 (105)  | Арефьева принимает решение взять Катю на испытательный срок. Сан Саныч выдает ей форму Раи, и Катя попадает в бригаду Ломагина. Однако уже на первом вызове она нарушает субординацию. Хлынин уговаривает Любу начать совместное проживание, но Люба старается избегать этого важного решения. В это время врач-репродуктолог предлагает Арефьевой воспользоваться помощью донора для решения их проблемы. | 9.11.2023  |
| 6 (106)  | Ломагин обращается к Арефьевой с просьбой перевести Катю в другую бригаду. Лера сообщает заведующей, что планирует уйти с работы. Кулыгин и Катя перевозят пациента с простреленной грудью в больницу, но начинается настоящая погоня, так как стрелявший в пациента стремится добить его. | 9.11.2023  |
| 7 (107)  | Скорая успевает доставить пациента в больницу, машина преследователей уезжает. Внутри больницы Кулыгин замечает незнакомца, следует за ним и в последний момент снова спасает жизнь пациенту. Арефьева принимает решение нанять Катю на постоянную работу. Вместе с Рыковым, они отказываются от услуг репродуктолога. Катя отправляется с Кулыгиным к ним домой и решает остаться ночевать. | 10.11.2023 |
| 8 (108)  | Кулыгину звонит Лера, и он сразу бросается на помощь. Маленький Глеб видит Катю и называет ее мамой. Утром Гром звонит Кулыгину и в своем стиле приглашает его на завтрак в кафе. Лера исчезает, Руднев неудачно пытается узнать у Кулыгина, куда она ушла. Тимофеева с Катей выезжают на вызов в ПНД, где им приходится принять очень необычное решение. | 10.11.2023 |
| 9 (109)  | Тимофеевой тоже очень тяжело работать с Катей в одной бригаде. Она говорит об этом Васильевой, и та принимает решение внести изменение в расписание. Ушакова на вызове кусает паук, но все оказывается не так страшно... | 13.11.2023 |
| 10 (110) | Катя попадает в бригаду с Рудневым, и он первый из врачей, кто не чувствует с ней никакого дискомфорта... Катя живет у Кулыгина с Тартаковой, утром они вместе приезжают на работу. Все гадают, какие именно отношения их связывают. Васильева по-прежнему сурова с Сомовым, и он идет за советом к Тимофеевой. А та, в свою очередь, отправляется за тем же к Ломагину... Катя, смущенная неловкостью ситуации, решает поскорее снять себе квартиру... | 13.11.2023 |
| 11 (111) | Кулыгин слышит обрывок разговора Кати с риэлтором и решает за ней проследить. Он видит их встречу и как Катя отдает деньги, а риэлтор резко сбегает... Тартакова заходит с внуком в аптеку и знакомится там с Валерием. Люба ревнует Костю к Кате, отношения накаляются. Ломагин с Ушаковым везут найденного на улице пьяницу в больницу. Дело заканчивается потасовкой, которую снимают на видео оказавшиеся поблизости иностранные туристы... | 14.11.2023 |
| 12 (112) | К Ушакову прямо на подстанцию приезжает мама. История с потасовкой получает продолжение: видео с дракой попадает в сеть, Арефьеву донимают журналисты. В итоге она приглашает журналистов НТВ приехать на один день на подстанцию и снять работу скорой... Мама Ушакова вопреки его протестам решает остановиться у них. | 14.11.2023 |
| 13 (113) | Лера признается Ломагину, что беременна, но не от Макса, а от бывшего мужа. Кулыгин обещает Лере, что сам расскажет Рудневу обо всем... Рыков и Арефьева идут на прием к профессору Бердичевскому, новому врачу, которого им посоветовал Костя. На подстанцию приезжают журналисты НТВ. После серии коротких интервью они присоединяются к бригаде Кулыгина и на первом же вызове попадают в морг, где ожила покойница... | 15.11.2023 |
| 14 (114) | На подстанции появляется мама Ушакова с чемоданами и виноватым видом. Телегруппа переходит в бригаду Ломагина и попадает на вызов к старику, которого…атакует инвалидное кресло! Костя рассказывает Рудневу про Леру. Пытаясь осмыслить происшедшее, Руднев отправляется в бар… | 15.11.2023 |
| 15 (115) | Кулыгин находит Руднева в баре. Костя наотрез отказывается сказать, где сейчас находится Лера и Макс просит передать ей записку. Когда Кулыгин уходит из бара, Руднев тайком следует за ним. Ушаков приводит маму обратно домой, и ему резко становится плохо. Испуганные женщины, забыв про взаимные обиды, вызывают скорую... | 16.11.2023 |
| 16 (116) | Вечером Кулыгин заходит в спальню проведать Катю, и их накрывает страсть. Кулыгин, обнимая и целуя Катю, называет ее Рая. Ночью Катя собирает вещи и исчезает... Рыков уговаривает Арефьеву отказаться и от Бердичевского, который постоянно занят. Арефьева устраивает Косте допрос, почему ушла Катя, и требует привести на подстанцию нового фельдшера. Того же она требует и от Ломагина. Кулыгин с Эвелиной приезжают на вызов в бассейн, где Костя чудом успевает спасти тонущего мальчика. Люба приглашает Хлынина на ужин. Руднев читает прощальное письмо Леры.                                                                          | 16.11.2023 |
| 17 (117) | Рыков с Арефьевой решают забрать свои эмбрионы из клиники Бердичевского и передать их в другую. Убитый горем Руднев снова напивается в баре, падает и ударяется головой. По просьбе Кости его забирает из бара Соловьева. Ушаков в поисках нового фельдшера уговаривает водителя Козлова попробовать себя в новом качестве... Кулыгин с Эвелиной знакомятся с сотрудницей морга Яной. Кулыгин приглашает ее на подстанцию... | 17.11.2023 |
| 18 (118) | Ломагин с Ушаковым по просьбе Дениса отправляются на поиски его пропавшего друга, тоже фельдшера скорой помощи. Камышов навещает сестру. Тимофеева приезжает на вызов к сердечнику с инфарктом, оказывает первую помощь и успевает довезти его до больницы, но пациент умирает на операционном столе... Вечером к Ломагину и Вере Игоревне домой вдруг заявляется Саша. Хлынин ужинает у Любы и остается на ночь... | 17.11.2023 |
| 19 (119) | К Ушакову домой приезжает папа Тани и начинает наводить свои порядки. Саша жалуется Ломагину на приемных родителей. Яна приходит на подстанцию на собеседование. Во время ожидания второй претендентке становится плохо, и Яна кидается ей на помощь. Арефьева сходу берет ее на работу. Рыков отправляется забирать эмбрионы из клиники, но машина перевозки попадает в аварию и контейнер с эмбрионами падает на пол... Руднев агрессивно ведет себя на вызове, чем навлекает на себя массу неприятностей... | 20.11.2023 |
| 20 (120) | Кулыгин приезжает на вызов к пожилой женщине, Алене Ивановне, которая обращается к нему с неожиданной просьбой... Соловьева снова приходит на помощь Рудневу, забирает его из бара к себе домой. Руднев остается у нее ночевать. Ломагин с Верой навещают приемных родителей Саши и выясняют, что люди, удочерившие девочку, вовсе не монстры... Камышов устраивает Тимофеевой вечер при свечах, но вдруг неожиданно собирается и уезжает... | 20.11.2023 |
| 21 (121) | У сестры Камышева Гали сердечный приступ, но она отказывается от госпитализации. Папа Тани лично бронирует им дату регистрации - 13 декабря. В помещении, где проходят квесты, начинается пожар. На помощь спешат две бригады - Кулыгин с Любой и Ломагин с Ушаковым. Соловьева и Руднев просыпаются вместе и ощущают неловкость. | 21.11.2023 |
| 22 (122) | Ушаков с Таней, убедившись, что другой даты поблизости нет, соглашаются на 13-е. Ушаков приглашает коллег. Хлынин с Эвелиной помогают девушке, у которой рука застряла в почтовом ящике. Кулыгин с Любой получают новый вызов - женщина, которую везут в суд на оглашение приговора, рожает прямо в автозаке... | 21.11.2023 |
| 23 (123) | Ломагин с Ушаковым приезжают на вызов в ресторан, где идет подготовка к свадьбе. Жениха с переломом шейки бедра везут в больницу, и там невеста соглашается уступить ресторан и все приготовления Ушакову... Из разговора с Сомовым Тимофеева понимает, что Камышев ее обманывает, она начинает за ним следить. Когда Камышев снова идет к сестре, Тимофеева тайно следует за ним. Так она знакомится с Галей. После очередного приступа Тимофеева обращается за помощью к Косте, и он организует нестандартную транспортировку пациентки... | 22.11.2023 |
| 24 (124) | Галина операция проходит успешно. Арефьева снова делает тест на беременность - и получает две полоски! Все друзья собираются на свадьбе Ушакова и Тани. В самый разгар торжества начинаются роды у супруг Сан Саныча и Петра Ивановича... Пока все гуляют, Яна, которая успела познакомиться с Аленой Ивановной, вместе с ней едет на птицеферму, где пробует "устроиться на работу", и пропадает... Костя срывается со свадьбы ей на помощь и находит Яну связанной в подвале. Ему удается освободить ее и остальных женщин, но сам он получает тяжелую травму головы. В больнице выясняется, что Кулыгин никого не узнает и ничего не помнит... | 22.11.2023 |

### Седьмой сезон
| № серии  | Описание серии | Премьера   |
| -------- | --- | ---------- |
| 1 (125)  | После того, как Костя получил травму головы, прошло больше пяти месяцев, но память полностью к нему так и не вернулась... Он снова работает водителем, уверяя всех, что не готов вернуться к врачебной деятельности, и поэтому коллеги решают немного ему помочь - потихоньку начать "втягивать" его в работу на вызовах... Команда Тимофеевой спасает плотника, который случайно отрезал себе кисть циркулярной пилой. Арефьевой становится все труднее скрывать от коллег свою беременность. Рыков и Влад, не обнаружив на вызове потерпевшего, вместо него находят мешок с драгоценностями... Люба с энтузиазмом воспринимает идею незаметной помощи Косте, к неудовольствию Соловьевой, которая даже ради благой цели не хочет прикидываться и обманывать... | 18.11.2024 |
| 2 (126)  | После того, как Костя получил травму головы, прошло больше пяти месяцев, но память полностью к нему так и не вернулась... Он снова работает водителем, уверяя всех, что не готов вернуться к врачебной деятельности, и поэтому коллеги решают немного ему помочь - потихоньку начать "втягивать" его в работу на вызовах... Команда Тимофеевой спасает плотника, который случайно отрезал себе кисть циркулярной пилой. Арефьевой становится все труднее скрывать от коллег свою беременность. Рыков и Влад, не обнаружив на вызове потерпевшего, вместо него находят мешок с драгоценностями... Люба с энтузиазмом воспринимает идею незаметной помощи Косте, к неудовольствию Соловьевой, которая даже ради благой цели не хочет прикидываться и обманывать... | 18.11.2024 |
| 3 (127)  | Кулыгина действия Любы только расстраивают. Он вновь читает свою карту вызова, но пробелов слишком много. В надежде их восполнить Костя решается и приглашает Яну на ужин... Хлынин на вызовах несколько раз хватается за сердце, Эвелина обеспокоена, она пытается поговорить с Любой, но та слишком увлечена спасением Кости. Арефьева разговаривает с врачом Кулыгина, тот практически не верит в то, что возможно его полное восстановление. Ушаков наконец показывает фотографии со свадьбы, они - неудачные. На работе Руднев оказывается один на один с Костей, без фельдшера. Их вызывают к девушке-полицейской, которая получила огнестрельное ранение. Руднев просит Костю помочь. Костя вспоминает, как они с Рудневым пытались спасти Раю... | 19.11.2024 |
| 4 (128)  | Кулыгина действия Любы только расстраивают. Он вновь читает свою карту вызова, но пробелов слишком много. В надежде их восполнить Костя решается и приглашает Яну на ужин... Хлынин на вызовах несколько раз хватается за сердце, Эвелина обеспокоена, она пытается поговорить с Любой, но та слишком увлечена спасением Кости. Арефьева разговаривает с врачом Кулыгина, тот практически не верит в то, что возможно его полное восстановление. Ушаков наконец показывает фотографии со свадьбы, они - неудачные. На работе Руднев оказывается один на один с Костей, без фельдшера. Их вызывают к девушке-полицейской, которая получила огнестрельное ранение. Руднев просит Костю помочь. Костя вспоминает, как они с Рудневым пытались спасти Раю... | 19.11.2024 |
| 5 (129)  | Ломагин с Ушаковым приезжают на вызов к женщине, отравившейся рагу из ядовитой жабы. Кулыгину с Рудневым достается ее коллега, которого она пыталась таким образом приворожить. Ломагину звонит бывшая пациентка и приглашает его на деловой ужин. Ушаков не решается отправить Тане фотографии, и это делает за него Ломагин... О том, что память вернулась, Кулыгин сообщает только теще. За ужином пациентка Ломагина, которая работает в издательстве, предлагает ему написать книгу, но Вера Игоревна еще не знает об этом и ревнует мужа. Хлынин начинает подозревать, что Люба не до конца с ним честна. Рыкову звонят с курсов молодых родителей, и он отправляет на вызов одного Влада, а Костю просит за ним присмотреть за ним. У пациента случается инфаркт, Кулыгин с Владом реанимируют его, но жена пациента в ярости, что помощь оказывал водитель...          | 20.11.2024 |
| 6 (130)  | Ломагин с Ушаковым приезжают на вызов к женщине, отравившейся рагу из ядовитой жабы. Кулыгину с Рудневым достается ее коллега, которого она пыталась таким образом приворожить. Ломагину звонит бывшая пациентка и приглашает его на деловой ужин. Ушаков не решается отправить Тане фотографии, и это делает за него Ломагин... О том, что память вернулась, Кулыгин сообщает только теще. За ужином пациентка Ломагина, которая работает в издательстве, предлагает ему написать книгу, но Вера Игоревна еще не знает об этом и ревнует мужа. Хлынин начинает подозревать, что Люба не до конца с ним честна. Рыкову звонят с курсов молодых родителей, и он отправляет на вызов одного Влада, а Костю просит за ним присмотреть за ним. У пациента случается инфаркт, Кулыгин с Владом реанимируют его, но жена пациента в ярости, что помощь оказывал водитель...          | 20.11.2024 |
| 7 (131)  | Несмотря на то, что Рыков с Кулыгиным довезли пациента с остановкой сердца до больницы, где того успешно прооперировали, его жена по-прежнему намерена жаловаться. Не найдя понимания у Арефьевой, она обещает обратиться в вышестоящие инстанции... Рыков винит во всем Влада, они ссорятся, Влад уходит со смены. Люба с Яной, попав на вызов к извращенцу, решают его проучить. Арефьева приглашает Кулыгина в магазин помочь ей выбрать кроватку для малыша. Молодая продавщица принимает их за бабушку с дедушкой. На следующий день Арефьева возвращается в магазин, чтобы забрать забытую деталь от кроватки, но вместо этого ей приходится помогать той самой продавщице, которая закрыла в машине ребенка... А в это время на подстанцию приходят проверяющие сразу из двух ведомств...                                                                               | 21.11.2024 |
| 8 (132)  | Несмотря на то, что Рыков с Кулыгиным довезли пациента с остановкой сердца до больницы, где того успешно прооперировали, его жена по-прежнему намерена жаловаться. Не найдя понимания у Арефьевой, она обещает обратиться в вышестоящие инстанции... Рыков винит во всем Влада, они ссорятся, Влад уходит со смены. Люба с Яной, попав на вызов к извращенцу, решают его проучить. Арефьева приглашает Кулыгина в магазин помочь ей выбрать кроватку для малыша. Молодая продавщица принимает их за бабушку с дедушкой. На следующий день Арефьева возвращается в магазин, чтобы забрать забытую деталь от кроватки, но вместо этого ей приходится помогать той самой продавщице, которая закрыла в машине ребенка... А в это время на подстанцию приходят проверяющие сразу из двух ведомств...                                                                               | 21.11.2024 |
| 9 (133)  | На вызов к магазину приезжает бригада Ломагина. Пока Ушаков осматривает ребенка, Ломагин оказывает помощь Арефьевой, которой стало дурно из-за того, что она перенервничала. Рыков посещает занятие на курсах для молодых родителей. Проверяющие допрашивают Кулыгина и Арефьеву. В результате комиссия объявляет, что Кулыгин обязан подтвердить, что он врач и сдать экзамен. Арефьева просит Руднева с Соловьевой помочь Косте подготовиться. Кулыгин, Руднев и Соловьева собираются у нее дома и всю ночь штудируют теорию. Среди членов экзаменационной комиссии, пришедших на подстанцию, Васильева вдруг узнает свою приятельницу. Поддержать Кулыгина на экзамене собираются все его друзья, и постепенно экзамен превращается в обсуждение реальных проблем. Люба встречает Костю после экзамена и признается ему в любви, это слышит Хлынин. Ему становится плохо... | 22.11.2024 |
| 10 (134) | На вызов к магазину приезжает бригада Ломагина. Пока Ушаков осматривает ребенка, Ломагин оказывает помощь Арефьевой, которой стало дурно из-за того, что она перенервничала. Рыков посещает занятие на курсах для молодых родителей. Проверяющие допрашивают Кулыгина и Арефьеву. В результате комиссия объявляет, что Кулыгин обязан подтвердить, что он врач и сдать экзамен. Арефьева просит Руднева с Соловьевой помочь Косте подготовиться. Кулыгин, Руднев и Соловьева собираются у нее дома и всю ночь штудируют теорию. Среди членов экзаменационной комиссии, пришедших на подстанцию, Васильева вдруг узнает свою приятельницу. Поддержать Кулыгина на экзамене собираются все его друзья, и постепенно экзамен превращается в обсуждение реальных проблем. Люба встречает Костю после экзамена и признается ему в любви, это слышит Хлынин. Ему становится плохо... | 22.11.2024 |
| 11 (135) | После серии розыгрышей все на подстанции наконец-то поздравляют Кулыгина с успешной сдачей экзамена и с возвращением памяти. Яна приглашает Костю прогуляться... В больнице Хлынин просит Эвелину не пускать к нему Любу, однако Люба все равно прорывается. Тимофеева спасает мальчишку, упавшего с электросамоката. | 25.11.2024 |
| 12 (136) | Арефьева просит Кулыгина отговорить Влада увольняться. Приятельница Васильевой Марина вновь появляется на подстанции, где поддразнивает Лизу на тему отсутствующей личной жизни. Та просит Сомова ей подыграть, и он неожиданно приглашает всех на пикник. Ушаков уговаривает диспетчера отдавать им с Ломагиным самые интересные вызовы. У ворот подстанции Влад кормит бродячую собаку, но не успевает зайти внутрь, как слышит выстрел... | 25.11.2024 |
| 13 (137) | Влад уговаривает Кулыгина оказать помощь собаке, которую только что подстрелил догхантер. Сан Саныч видит на столе у Арефьевой витамины для беременных и начинает готовиться снова занять место заведующего. Кулыгин с Владом приезжают на вызов к молодой женщине, слишком увлекшейся гирудотерапией. Появляется ее муж, в котором Костя узнает одного из своих экзаменаторов... | 26.11.2024 |
| 14 (138) | Кулыгин и Влад ищут хозяина для спасенной ими собаки. Васильева и Сомов устраивают для Марины пикник, на котором выясняется, что у самой Марины в личной жизни все не так радужно. Рыков с Любой приезжают на вызов к маленькой девочке, которую няня оставила ночью одну в квартире. Ломагин показывает редактору первый вариант романа, но тот все бракует... | 26.11.2024 |
| 15 (139) | Соловьева и Руднев получают вызовы в одно и то же место - сразу двум участницам детского хора стало плохо на репетиции. Арефьева жалуется Рыкову, что одежда больше не может скрывать ее беременность. Сан Саныч строит планы, как снова станет заведующим. Камышов знакомится с сыном Тимофеевой, но она этому совсем не рада. На вызове Руднев и Соловьева договариваются съехаться. В этот момент Рудневу звонит Лера... | 27.11.2024 |
| 16 (140) | Люба навещает Хлынина и просит прощения. Хлынин сообщает ей, что после больницы он переедет жить к Эвелине. Яна привозит Костю в гости к Алене Ивановне. Кулыгин предлагает ей снова стать напарниками - и по этому поводу приютить пса. Алена Ивановна не в силах отказать. Люба звонит Кулыгину и просит его приехать - пропал Гриша... | 27.11.2024 |
| 17 (141) | В день переезда на пороге Руднева появляется Лера с ребенком. На вызове душевнобольной пациент пытается напасть на Яну, но Кулыгин успевает закрыть ее собой и получает ранение в плечо. Руднев отменяет переезд, сообщает об этом Соловьевой, но не рассказывает причину. Пьяный водитель сбивает на дороге молодую пару. На место аварии приезжают бригада Любы с Эвелиной и Костя с Яной... | 28.11.2024 |
| 18 (142) | Люба слышит, как Эвелина договаривается по телефону забрать Хлынина из больницы. После того как Арефьева разрешает Ушакову и Любе поменяться местами, Люба попадает в бригаду к Ломагину, а Ушаков дорабатывает смену с Эвелиной. Ломагин осознает, что зря обидел Ушакова, и пытается извиниться, но Ушаков непреклонен. Рыков идет на занятия для молодых родителей вместо Арефьевой, которая, как всегда, занята на работе. | 28.11.2024 |
| 19 (143) | Ушаков с Таней приходят посидеть с Глебом, и Тартакова почти насильно выгоняет Костю из дома. Растерянный Кулыгин звонит Яне. Арефьева приходит в центр для беременных. Девушке-инструктору становится плохо, и Арефьева вызывает скорую. В этот момент у нее отходят воды... | 29.11.2024 |
| 20 (144) | Арефьеву забирают в роддом. У нее рождается дочка. У папы жениха Яны происходит передозировка глазными каплями. В тот момент, когда Яна заводит разговор о переезде, с ним происходят странные вещи. Яна решает отложить переезд на неопределенное время. Соловьева волнуется из-за исчезновения Руднева и решает его навестить. Разминувшись с ним самим, она обнаруживает у него дома Леру с ребенком. Алена Ивановна развешивает объявления про догхантера и замечает возле подстанции припаркованную машину, откуда доносится детский кашель. Она зовет на помощь Костю. Догхантер сам звонит Алене Ивановне и угрожает ей. | 29.11.2024 |
| 21 (145) | Руднев пытается объясниться с Соловьевой, но она всячески избегает серьезного разговора. Мама жениха Яны просит Кулыгина помочь убедить дочь в том, что ей пора переехать от них и зажить своей жизнью. Вызов к молодому человеку с инфарктом примиряет Ломагина с Ушаковым. | 2.12.2024  |
| 22 (146) | Алена Ивановна и Кулыгин по видео от догхантера определяют место, где убили собаку. Это недалеко от подстанции. На улице, помогая женщине с коляской, Люба получает травму от проезжающей машины. Гриша обращается к Хлынину за помощью. Арефьева просит Рыкова забрать ее из роддома. Лера с ребенком приходит к Ломагину. | 2.12.2024  |
| 23 (147) | Наступает зима. Ушаков и Таня по-прежнему проводят много времени с Глебом. Ломагин пишет книгу. Тимофеева на правах одного из замов Арефьевой принимает на работу нового водителя - им оказывается Гром. Камышов приходит к сестре за советом, но ровно через пять минут ей в дверь звонит Тимофеева... | 3.12.2024  |
| 24 (148) | Алену Ивановну преследует догхантер. Она успевает позвонить Косте, который приезжает в последний момент и обезвреживает преступника. Яна пытается помочь девушке, родившей ребенка в заброшенном доме, но сама получает серьезную травму. На подстанции собрание - распечатывают письмо из департамента с именем нового и.о. Неожиданно на подстанцию врывается спецназ... | 3.12.2024  |

Восьмой сезон 